# Плетнёв, Василий Ефимович
Василий Ефимович Плетнёв (25 ноября 1941, Скородное, Орловская область — 26 января 2022) — советский футболист, крайний защитник. Сыграл более 300 матчей за тульский «Металлург».

## Карьера
С младенчества жил в Тульской области (г. Донской), куда его мать эвакуировалась во время войны. Футбольную карьеру начал в команде КФК «Шахтёр» (Кимовск), участвовавшей в чемпионате Тульской области.
С 1962 года в течение 11 сезонов выступал в соревнованиях мастеров за тульский «Металлург» (в 1962—1963 годах команда называлась «Шахтёр», ныне «Арсенал»). За это время сыграл 309 матчей в первенствах СССР в первой и второй лигах. Свой единственный гол в чемпионатах страны забил в сезоне 1970 года. Стал первым футболистом тульского клуба, достигшим отметки в 300 сыгранных матчей за клуб, а по состоянию на 2010-е годы занимает четвёртое место в клубной истории по числу матчей. Участник матчей 1/16 финала Кубка СССР 1970 года против «Пахтакора».
Умер 26 января 2022 года.